# George Călinescu
George Călinescu (Bukarest, 1899. június 19. – Otopeni, 1965. március 12.) román kritikus, irodalomtörténész, író és újságíró, 1948-tól a Román Akadémia tagja.

## Pályafutása
1919-től 1923-ig filológiai és paleográfiai tanulmányokat folytatott a Bukaresti Egyetemen. Elsőéves korától kezdve jelentek meg írásai különböző irodalmi folyóiratokban. A kari könyvtár és az Állami Levéltár munkatársaként dolgozott. 1928-tól 1928-ig a római Román Iskolában volt állami ösztöndíjas; kutatásainak eredményeit két olasz nyelvű tanulmányban publikálta.
1928-tól 1935-ig bukaresti és temesvári líceumokban tanított filozófiát, illetve olasz nyelvet. Ezzel párhuzamosan továbbra is több irodalmi folyóiratban publikált, vagy működött közre kiadóként, szerkesztőként. 1936-ban a Jászvásári Egyetemen doktorált, majd az ottani Esztétika és Irodalomkritika Tanszéken kezdte meg oktatói működését; 1942-től egyetemi tanárként. 1945-ben Bukarestbe került, a Bukaresti Egyetem Bölcsészettudományi Karán a Modern Román Irodalom Tanszék vezetőjének. 1949-ben lett az Irodalomtörténeti és Néprajzi Intézet vezetője, mely tisztséget élete végéig megtartott. 1946-ban beválasztották a Nagy Nemzetgyűlésbe, melynek szintén élete végéig tagja maradt. Fő művének az 1941-ben megjelent, monumentális román irodalomtörténetet tartják.

## Művei
Irodalomtörténeti munkák:
- Viaţa lui Mihai Eminescu (1932) – magyarul: Mihai Eminescu élete (ford. Mikó Imre; Irodalmi Könyvkiadó, Budapest, 1966)
- Opera lui Mihai Eminescu (öt kötetben, 1934-1936)
- Viaţa lui Ion Creangă (1938) – magyarul: Ion Creangă
- Istoria literaturii române de la origini până în prezent (1941)
- Nicolae Filimon (1959)
- Gr. M. Alexandrescu

Regények:
- Cartea nunţii (1933) – magyarul: Násznapok (ford. Papp Ferenc; Kriterion Könyvkiadó, Bukarest, 1972; Dacia Könyvkiadó, Kolozsvár, 1975)
- Enigma Otiliei (1938) – magyarul: Ottilia titka (ford. Lőrinczi László; Irodalmi Könyvkiadó, Budapest, 1964); A titokzatos lány (ford. Lőrinczi László; Magvető Könyvkiadó, Budapest, 1965; Kriterion, Bukarest, 1975)
- Bietul Ioanide (1953) – magyarul: Szegény Ioanide (ford. Réz Pál; Irodalmi Könyvkiadó, Budapest, 1968)
- Scrinul negru (1960) – magyarul: A fekete komód I–II. (ford. Réz Pál; Európa Könyvkiadó, Budapest, 1963)

Esztétikai tanulmányok:
- Principii de estetică (1939)
- Estetica basmului (1965)
- Istoria literară ca ştiinţă inefabilă şi sinteză epică (1946-1947)

Színdarabok:
- Şun sau Calea neturburată. Mit mongol (1943
- Teatru (gyűjteményes kötet, 1965)

Verseskötetek:
- Poezii (1937)
- Lauda lucrurilor (1963)[7]
- Magyarul: A dolgok dicsérete. Versek Deák Tamás fordításában (Kriterion Könyvkiadó, Budapest, 1974)